# Porsche 911 GT3 R (992)
Chronologie des modèles (2022 - [[]])
Porsche 911 GT3 R (991)
Porsche 911 RSR-19
La Porsche 911 (992) GT3 R est une automobile de compétition développée et fabriquée par Porsche pour courir dans la catégorie GT3 de la Fédération internationale de l'automobile. Elle est dérivée de la Porsche 911 GT3 (992) dont elle tire son nom.

## Histoire
Voiture basée sur la 911 type 992, la 911 GT3 R est une voiture de course « compétition client » conçue pour courir en catégorie GT3. Elle succède à la génération 991.2 en compétition depuis 2019 et remplacera la 911 RSR en endurance, notamment aux 24 Heures du Mans en 2024.

## Aspects techniques
Voiture équipée du moteur de série, basé sur le bloc de la génération 992, six cylindres à plat refroidi par eau, d'une cylindrée de 4,2 L et porté à 565 ch. Le châssis, revu, est destiné à réduire l'usure des pneumatiques. Les composants de la carrosserie sont pour la plupart en carbone léger. Le siège a été rapproché du centre de la voiture. Elle est équipée de phares à LED avec système à collimateurs permettant d'éclairer une zone plus vaste du circuit.